# 로라 벨 번디

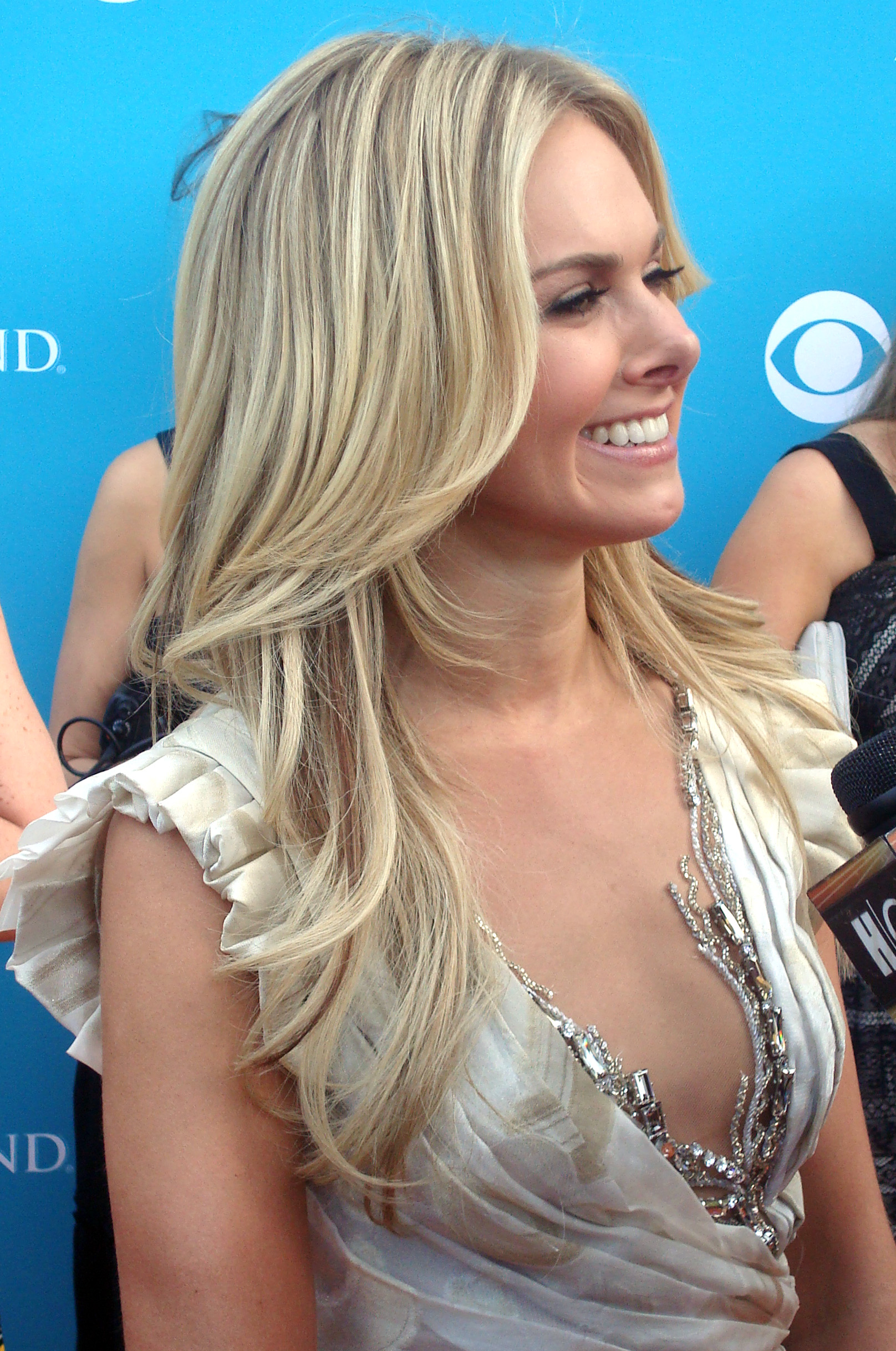
Bundy (2010)

로라 벨 번디(Laura Bell Bundy, 1981년 4월 10일 ~ )는 미국의 가수, 영화배우, 연극 배우, 텔레비전 배우, 작곡가 겸 작사가이다.

## 영화
- 애프터 더 리얼리티 (2015년) - 켈리 역
- 디얼 덤 다이어리 (2013년) - 캐롤 역
- 워터컬러 포스트카드 (2013년) - 써니 역
- 투 더 맷 (2011년) - 제니스 역
- 드림걸스 (2006년) - 스위트하트 역
- 쥬만지 (1995년) - 사라 휘틀 역
- 스타 만들기 (1993년)
- 허클베리 핀의 모험 (1993년)
- 가딩 라이트 (1952년)